# 卡梅賈克河
卡梅賈克河（俄语：Камызяк），是俄羅斯的河流，位於該國西南部阿斯特拉罕州，屬於伏爾加河的支流，河道全長67公里，河畔城鎮有卡梅賈克。